# Lumière des événements
Lumière des événements (titre original : The Hundred Light-Year Diary) est une nouvelle de l'écrivain de science-fiction Greg Egan, publiée en janvier 1992 dans la revue Interzone et reprise dans le recueil Axiomatique en 1995 (trad. fr. 2006).

## Résumé
À la suite de l'invention d'une technique permettant d'envoyer des messages dans le passé, l'histoire du futur devient une connaissance commune, et tous les hommes connaissent à l'avance l'histoire de leur vie.

## Caractéristiques narratives
Du fait de l'idée développée dans cette nouvelle, Egan écrit, parfois dans la même phrase, un récit au passé, au présent et au futur, ce qui se traduit tant par la succession des temps différents des verbes, que par la superposition des points de vue temporels du narrateur :

« Le mariage se déroula [présent du récit] globalement comme je savais [passé du récit] qu'il le ferait [futur antérieur du récit]. »

— Lumière des événements, in Axiomatique, traduit par Francis Lustman & Quarante-Deux, p. 45.

« Cela nous avait bien fait rire, lors de notre première rencontre au lycée, dix ans auparavant. »

— Ibid., p. 45.
Dans cette dernière phrase, un événement présent est considéré d'un point de vue passé où il est connu comme étant un fait futur.
Les événements historiques et politiques subissent le même traitement :

« Le futur chef de l'opposition ne se lassait jamais d'énumérer les promesses que le nouveau Premier Ministre ne tiendrait pas ; celle-ci contre-attaquait en citant les statistiques découlant de la situation désastreuse qu'il provoquerait en tant que ministre des Finances. »

— Ibid., p. 49.

## Thèmes
Egan renverse l'ordre naturel entre connaissance historique et faits, ce qui lui permet de mettre en évidence les motivations de certaines falsifications dont l'histoire est l'objet et de montrer pourquoi les hommes ne peuvent changer leur avenir dès lors qu'ils s'inventent un passé dans l'avenir. L'histoire qu'il écrit inverse une maxime connue, puisqu'il apparaît possible, pour les personnages de cette nouvelle, de connaître le futur pour mieux anticiper le passé. Mais le pessimisme de l'auteur se manifeste par le fait que l'homme, en possession de toute la lumière sur les événements à venir, choisit de sceller son destin passé en participant à la mystification de son moi passé. Cette tromperie de soi a posteriori se fait à plusieurs niveaux.
Individuellement, les humains futurs n'envoient pas dans le passé de descriptions trop détaillées des événements, ou omettent de parler de certains épisodes moralement embarrassants ou choquants de leur vie. Certains choisissent donc de laisser dans l'ignorance leur moi passé, en sorte qu'ils restent dans l'ignorance des événements traumatisants qu'ils vont subir. Le fatalisme conduit ainsi à consentir à ce qui arrive et au fait que cela arrivera dans le passé du fait de ce consentement-même. Mais cette fatalité est une sorte de cercle vicieux plutôt qu'un véritable destin qui survient sans recours. Si des individus dévient de l'histoire qu'ils doivent écrire, en se révoltant par exemple contre l'écriture mensongère de l'histoire, des ordinateurs se chargent de créer l'histoire fictive d'une vie et de l'envoyer dans le passé.
Politiquement, les descriptions futures de l'humanité sont des falsifications grossières, qui conduisent par exemple à décerner le prix Nobel de la paix à une personne trois ans avant les faits pour lesquels elle est récompensée, alors que ces faits, lorsqu'ils surviennent, sont en réalité un génocide. Egan montre ainsi le processus de trucage des livres d'histoire, mais avant que les événements ne surviennent.
Individuellement et politiquement, la réalité n'est donc pas dans les récits que les hommes en font.
Egan aborde également la question du libre arbitre, bien qu'il ne l'aborde pas d'un point de vue métaphysique puisqu'il passe rapidement sur la notion de liberté de la volonté pour se concentrer surtout sur l'idée de préconnaissance. Il expose tout d'abord l'idée un déterminisme causal inversé, puisque c'est le futur qui est censé agir sur le présent.
Les enfants connaissent en effet à l'avance ce que sera leur vie grâce au journal qui leur est envoyé par leur moi futur. Cette préconnaissance est pour certains, comme le personnage principal, une source de confort, car ils perçoivent leur vie comme bien tracée et sans imprévue ; mais d'autres refusent de connaître à l'avance le cours de leur existence. Cependant, comme le découvre le personnage, cette histoire est fausse ou, au mieux, lacunaire, puisque la vérité historique n'est pas le principal souci des êtres humains qui préfèrent dissimuler certains aspects de la réalité. L'avenir continue donc de réserver des surprises quand les individus s'aperçoivent de cette mystification dont ils sont eux-mêmes les auteurs.
En ne renonçant pas à manipuler leur histoire, les hommes refusent ainsi de modifier leur passé, alors qu'ils en ont les moyens, et ils se soumettent d'avance à leur destin en l'écrivant eux-mêmes. Le déterminisme historique est donc présenté par Egan comme relevant de la responsabilité des hommes, ou plutôt de leur irresponsabilité, et non seulement d'une question de causalité naturelle.

## Citations
« Un demi-million de personnes massacrés. Ce n'était pas la fatalité, ni le destin — il n'y avait pas de Volonté de Dieu, pas de Sens de l'Histoire pour nous absoudre. Cela venait de ce que nous étions : des mensonges que nous avions racontés, et continuerions de raconter. Un demi-million de personnes massacrés dans les interstices entre les mots. »

— in Axiomatique, 2006, p. 56.

## Éditions
- The Hundred Light-Year Diary, Interzone, 55, janvier 1992.
- The Hundred Light-Year Diary, in Axiomatic, Orion/Millennium, Londres, 1995  (ISBN 0-75281-650-0).
- Lumière des événements, Axiomatique, France, Saint-Mammès & Aulnay-sous-bois, Le Bélial' & Quarante-Deux, traduit par Francis Lustman & Quarante-Deux, 2006, p. 37-58  (ISBN 2-84344-073-4).